# 和碩聯合科技
和碩聯合科技（英語譯名暨品牌名稱：英語：），簡稱和碩或和碩聯合，是臺灣一家電子專業製造服務公司，於2008年由華碩電腦的代工業務分拆而成立，主要業務為開發電腦周邊、通信技術及消費性電子產品予品牌供應商，並從事計算機外圍設備和組件的開發、設計和製造。近期也與 pure storage 合作，縮減資料儲存空間。其與廣達、緯創、仁寶、英業達等臺灣代工大廠合稱「電子五哥」。
和碩主要產品包括筆記型電腦、上網型電腦、桌上型電腦、遊戲機、行動裝置、主機板、顯示卡、液晶顯示器及寬帶通信產品，如智慧型手機、機上盒和電纜調製解調器。此外，和碩也是美國《财富》雜誌2020年全球500大公司第269名。

## 營運年表

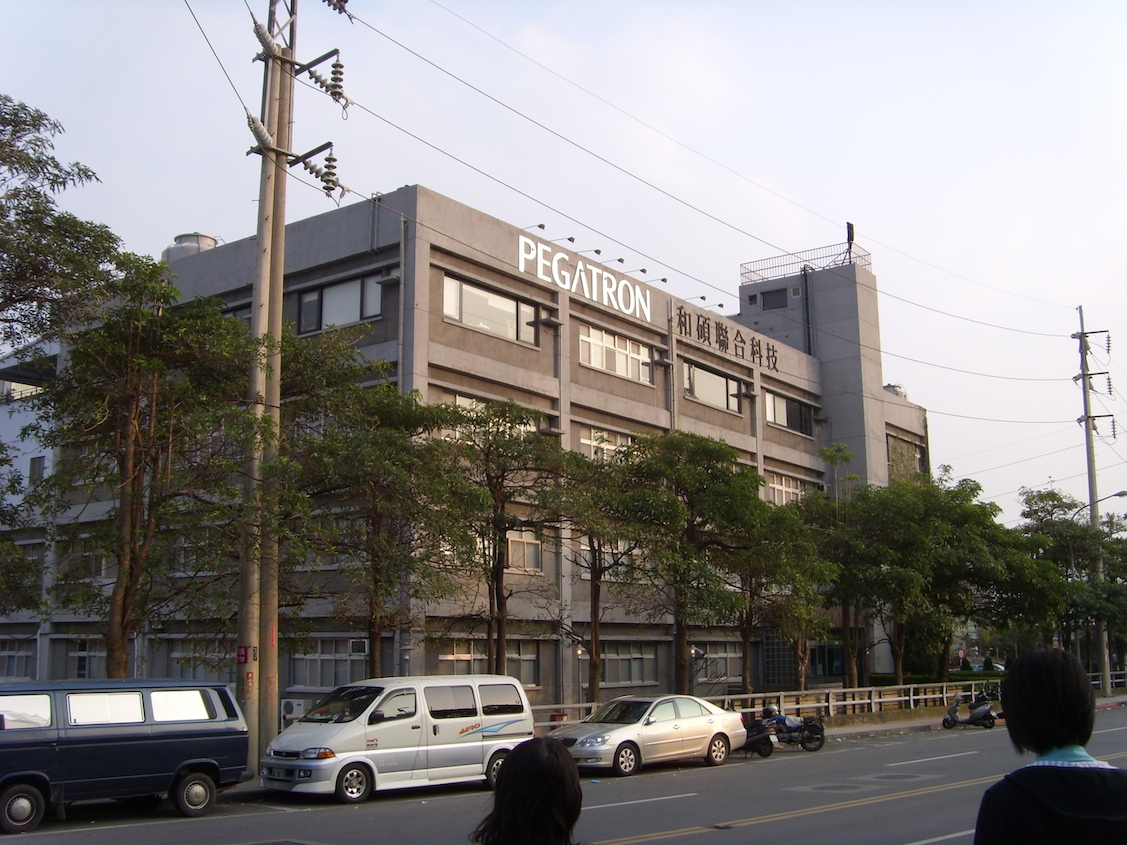
和碩聯合科技廠房

- 2007年6月：和碩聯合科技股份有限公司設立完成，實收資本額為新台幣 100 萬元。
- 2007年7月，華碩電腦宣佈品牌、代工分割，將品牌業務留在華碩，代工業務則分割成和碩聯合科技與永碩聯合國際（Unihan，主要產品包括机壳、模具），2008年1月1日為分割基準日。
- 2008年1月：和碩發行新股 1,600,000 千股，受讓華碩分割之代工事業相關營業，實收資本額增至新台幣 160 億元。
- 2008年4月：與100%子公司威碩電腦股份有限公司以吸收合併方式進行合併。
- 2008年6月：正式成為 EICC（页面存档备份，存于） （電子行業行為準則）會員。
- 2009年2月：以美金 6,044,482 元併購 Top Quark Limited。
- 2009年7月：向華碩取得其100%持有之華謙商貿（上海）有限公司股權。
- 2010年6月：於台灣證券交易所股票上市。
- 2013年11月11日，和碩宣布合併子公司永碩聯合國際，合併後和碩為存續公司。
- 2014年4月16日：景碩科技新豐廠開工動土，預計2015年完工。[4]
- 2021年2月5日：以新台幣44.85億元(未稅)得標勝華科技楊梅幼獅廠，將作為擴產基地。[5]

## 關係企業與子公司
- 華擎科技股份有限公司：成立於2002年，2008年起因華碩集團組織調整，華擎科技改隸屬於和碩聯合科技。主要從事個人電腦主機板、迷你電腦、電競準系統、工業電腦主機板之設計與製造。
- 景碩科技股份有限公司：成立於2000年9月，主要股東為和碩集團。從事IC封裝用之基板製造與銷售。
- 晶碩光學股份有限公司：成立於2009年，和碩聯合科技及景碩科技共同轉投資子公司。從事軟式隱形眼鏡及醫療用光學產品之研發製造與銷售。
- 鎧勝控股有限公司：成立於2010年，和碩聯合科技轉投資之控股公司。從事設計、研究、生產及銷售模具、消費性電子產品之相關零件及附件等業務。
- 復揚科技股份有限公司：成立於2016年11月，為和碩聯合科技及景碩科技共同轉投資的子公司，主要從事軟板研發製造與銷售。（已併入景碩新豐廠）
- 捷揚光電股份有限公司：成立於1998年，為和碩聯合科技轉投資的子公司，主要從事影像設備之開發及營銷。
- 海華科技股份有限公司：成立於2005年4月13日，為和碩轉投資公司，主要業務從事無線通訊模組和數位影像模組製造。

## 爭議
- 2014年12月，BBC調查暴露了和碩在上海附近生產Apple產品的工廠的工作條件惡劣和員工受到虐待。 [6]它發現了被迫連續工作18天而沒有休息日的員工，工人在12小時輪班（有時16小時）後在生產線上睡著，強迫加班和12個工人共用狹窄房間的宿舍。 [6][7]
- 2016年8月， 《中國勞工觀察》（英语：China Labor Watch）發表了一份報告，指出自2014年以來工作條件沒有改善。和碩上海工廠(昌碩）的普通工人每月要加班80個小時。 2016年3月份，超過62％的工人加班超過100小時。 工人每天需要進行長達1小時的無償加班。 其維護部門實習生中有64％工作過度。 同時，儘管有額外的加班時間，但仍有超過96％的昌碩員工僅達到最低工資標準，遠低於上海的平均收入。 [8][9]
- 2020年7月31日，台北市建築管理工程處在臺北市政府交通會報中報告「台北市建築物附設停車空間109年度清查成果」，和碩把位於台北市北投區商辦大樓B1停車場擅自改作員工餐廳，2019年建管處限令改善卻持續違規，和碩已連續遭罰新台幣126萬元，此案列管到2020年8月底，若沒恢復原狀將斷水斷電。對此台北市長柯文哲說重話「我帶隊去拆」，並質疑建管處是否有依SOP開罰。[10][11][12][13]
- 2020年9月，和碩子公司世硕电子（昆山）有限公司发生工作人员将新员工的员工证件扔在地上，新员工弯腰捡取事件。事件之后，大批员工离职。[14]
- 2020年11月，苹果公司發現和碩在中國大陸工廠使用學生工人後暂停给予和硕联新业务，蘋果同時表示，在和硕完成整改前，不會將任何新的业务給予和碩[15]。
- 2020年12月和碩位於上海的子公司昌碩科技爆勞資糾紛。千人聚集討薪，廠長帶頭打人、眾多警察到場維安，有人遭毆打倒地生死未卜，引發維權事件。[16][17][18]